# Nourray
Nourray település Franciaországban, Loir-et-Cher megyében. Lakosainak száma 126 fő (2022. január 1.). Nourray Crucheray, Huisseau-en-Beauce, Lancé, Saint-Amand-Longpré és Villerable községekkel határos.

## Népesség
A település népességének változása:
| Lakosok száma | 138  | 135  | 140  | 113  | 117  | 115  | 109  | 117  | 121  | 126  |
|               | 1968 | 1982 | 1990 | 2006 | 2013 | 2015 | 2017 | 2019 | 2020 | 2022 |